# .tv
.tv (Tuvalu) é um domínio de topo (ccTLD) do Tuvalu. É relativamente popular (portanto, valioso), já que lembra a palavra "televisão".
Não é necessário viver ou estar registrado em Tuvalu para adquirir o domínio .tv, com exceção dos domínios reservados de terceiro nível (.com.tv, .net.tv, etc), os subdomínios de .tv podem registrar-se livremente. As receitas adquiridas por esse domínio são uma fonte importante de receita para o governo de Tuvalu. A administração do domínio está a encargo da Godaddy Registry, que ganhou o direito de operação, após o fim do contrato com a Verisign. Em 1999, a start-up DotTV pagou a Tuvalu 50 milhões de dólares em 12 anos pelo direito de vender .tv para outras empresas.
As enormes receitas obtidas por Tuvalu a partir da comercialização do domínio .tv geram controvérsias na pequena ilha do Pacífico Sul, principalmente porque, além de sites relacionados com a televisão, registram-se muitos sites de caráter pornográfico. Muitos habitantes de Tuvalu, em sua maioria cristãos, sentem-se conflitantes por beneficiarem-se diretamente dessa indústria. Por outro lado, graças ao dinheiro obtido da comercialização do domínio .tv, Tuvalu pôde pagar a entrada nas Nações Unidas em 2000. Ali, a representação de Tuvalu tem sido ativa, sobretudo por mostrar seu apoio a Taiwan, seu aliado econômico.